# Josef Hrabák (montanista)
Josef Hrabák (13. dubna 1833, Sirá – 15. července 1921, Příbram) byl český montanista a vysokoškolský pedagog, čestný občan Příbrami. Byl též předním činovníkem Klubu českých turistů, psal vlastivědné publikace.

## Život
Narodil se v Siré u Zbiroha v početné rodině Václava a Kateřiny Hrabákových. Vystudoval plzeňské gymnázium a Báňskou akademii v Banské Štiavnici. Po krátkém působení na Ředitelství státních dolů lesů a statků v Banské Štiavnici a v soukromé společnosti v chorvatské Tergovske Goře se dále věnoval pedagogické dráze na báňských akademiích v Leobenu a poté, od roku 1867 v Příbrami. Tam se stal nejprve zastupujícím a od roku 1871 řádným profesorem, tuto funkci vykonával 28 let, než odešel na odpočinek. V letech 1879 až 1880 a 1885 až 1888 byl ředitelem příbramské báňské akademie.
Absolvoval množství studijních cest, mnohdy se svými posluchači. Zveřejnil více než čtyři desítky odborných publikací a příruček, věnoval se též metrologii, hornické a technické terminologii nebo historii hornictví a hutnictví. Vynikla jeho v Berlíně vydaná příručka Hilfsbuch für Dampfmaschinen-Techniker o stavbě parních strojů z roku 1883. Byl spolupracovníkem Riegrova slovníku naučného a později Ottova slovníku.
V roce 1888 byl jmenován vrchním horním radou.

## Klub českých turistů
Josef Hrabák byl pravděpodobně přítomen založení Klubu českých turistů v Praze v červnu 1888, 16. března 1889 spoluzakládal Klub českých turistů v Příbrami a o tři roky později se stal jeho předsedou. Absolvoval řadu cest, při kterých popsal okolí Příbrami, a výsledkem byl výpravný knižní Průvodce po Příbrami a okolí, vydaný v roce 1893, jehož byl redaktorem. Publikace ale nepřinesla jen poznatky o místopisu, ale podrobný vlastivědný popis, včetně závěrečné části věnované dějinám zdejších dolů.

## Výbor z díla
- Úplné porovnávací tabulky měr a vah i jich cen ku snadnému užívání metrické soustavy v říši rakouské (1875, též německy)
- Hilfsbuch für Dampfmaschinen-Techniker (1883, 2. rozšířené vydání 1891)
- Terminologický slovník hornický německočeský a českoněmecký (1888)
- Slovníček pro hornický lid (1889)
- (red.) Průvodce po Příbrami a okolí, hlavně též po příbramských dolech (1892)
- Hornictví a hutnictví v království Českém (1902) s pokračováním Železářství v Čechách jindy a nyní (1909)

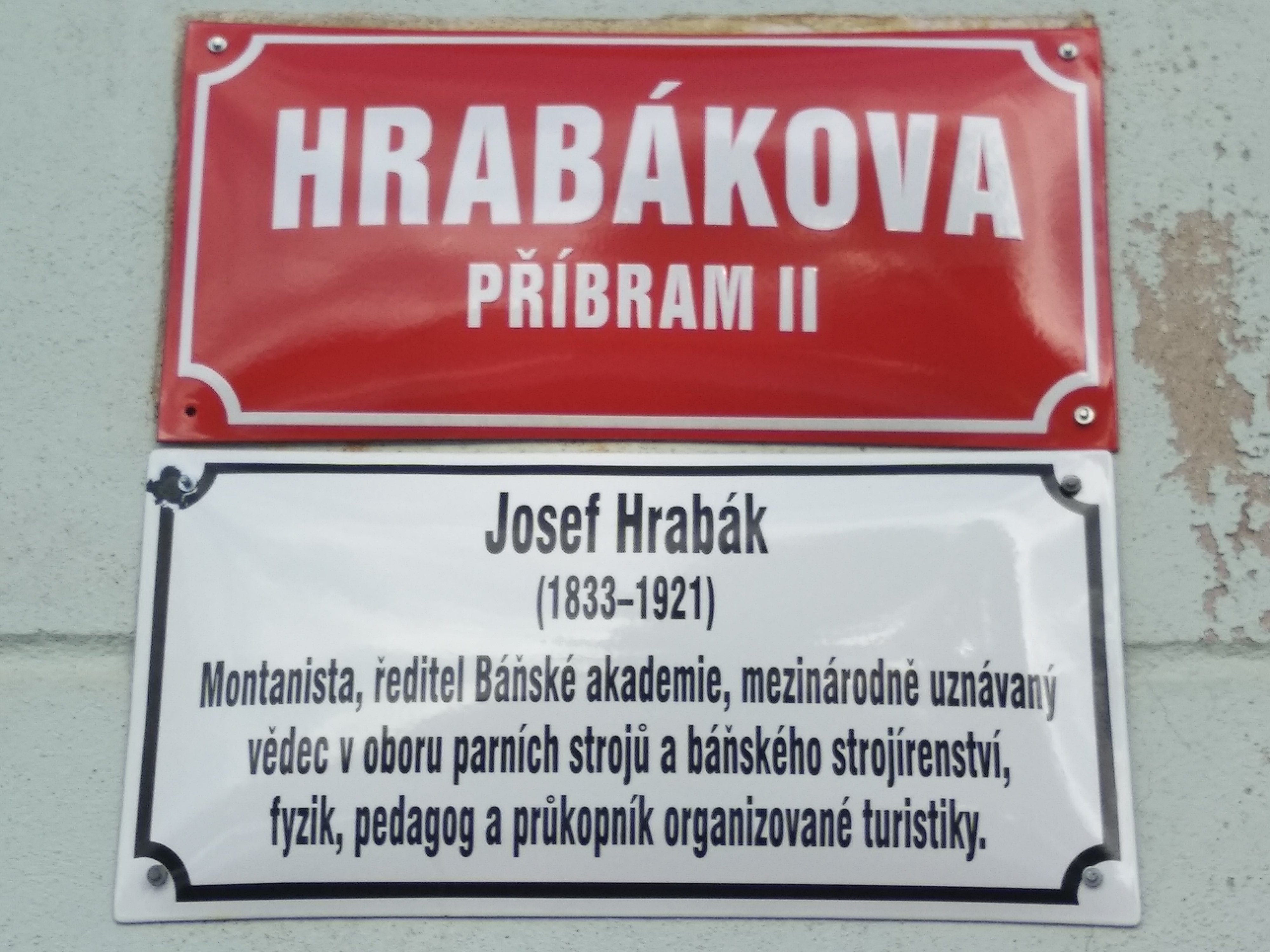
Hrabákova ulice v Příbrami, tabulka

## Památka
Roku 1907 jako první v rakousko-uherské monarchii obdržel čestný doktorát montánních věd, roku 1913 byl jmenován čestným občanem města Příbrami. Je po něm pojmenována Hrabákova ulice pod Svatou Horou, v listopadu 2020 město přidalo k tabulce ulice také vysvětlující tabulku. Pohřbený byl na městském hřbitově v Příbrami.